# Чемпіонат світу з футболу 2022 (кваліфікаційний раунд, УЄФА, група E)
Група E кваліфікації УЄФА Чемпіонату світу з футболу 2022 — одна з 10 груп УЄФА у  кваліфікації Чемпіонату світу для визначення команд, які пройдуть до Чемпіонату світу 2022 Катарі. Група E складається з 5 команд: Бельгія, Білорусь, Естонія, Уельс та Чехія. Команди зіграють одна з одною вдома та на виїзді за круговою системою.
Переможець групи потрапить напряму до Чемпіонату світу, а 2-е місце пройде до другого раунду (плей-оф).

## Турнірна таблиця
| Поз | Команда  | І | В | Н | П | ГЗ | ГП | РГ  | О  | Кваліфікація                          |     | Бельгія | Уельс | Чехія | Естонія | Білорусь |
| --- | -------- | - | - | - | - | -- | -- | --- | -- | ------------------------------------- | --- | ------- | ----- | ----- | ------- | -------- |
| 1   | Бельгія  | 8 | 6 | 2 | 0 | 25 | 6  | +19 | 20 | Кваліфікація до Чемпіонату світу 2022 |     | —       | 3:1   | 3:0   | 3:1     | 8:0      |
| 2   | Уельс    | 8 | 4 | 3 | 1 | 14 | 9  | +5  | 15 | Проходять до плей-оф                  |     | 1:1     | —     | 1:0   | 0:0     | 5:1      |
| 3   | Чехія    | 8 | 4 | 2 | 2 | 14 | 9  | +5  | 14 | Проходять до плей-оф через Лігу націй |     | 1:1     | 2:2   | —     | 2:0     | 1:0      |
| 4   | Естонія  | 8 | 1 | 1 | 6 | 9  | 21 | −12 | 4  |                                       |     | 2:5     | 0:1   | 2:6   | —       | 2:0      |
| 5   | Білорусь | 8 | 1 | 0 | 7 | 7  | 24 | −17 | 3  |                                       | 0:1 | 2:3     | 0:2   | 4:2   | —       |          |

## Матчі
Час вказано в EET/EEST (київський час) (місцевий час, якщо відрізняється, вказано в дужках).
| 24 березня 2021 21:45 (20:45 CET) |

| Бельгія                                           | 3:1                             | Уельс        |
| ------------------------------------------------- | ------------------------------- | ------------ |
| - Де Брейне 22' - Т. Азар 28' - Лукаку 73' (пен.) | Протокол (ФІФА) Протокол (УЄФА) | - Вілсон 11' |

| Ден Дреф, Левен Арбітр: Джюнейт Чакир (Туреччина) |

| 24 березня 2021 21:45 (20:45 CET) |

| Естонія                    | 2:6                             | Чехія                                                    |
| -------------------------- | ------------------------------- | -------------------------------------------------------- |
| - Саппінен 12' - Аніер 86' | Протокол (ФІФА) Протокол (УЄФА) | - Шик 18' - Барак 27' - Соучек 32', 43', 48' - Янкто 56' |

| Арена Люблін, Люблін Арбітр: Анастасіос Папапетру (Греція) |

| 27 березня 2021 19:00 (20:00 FET) |

| Білорусь                                                 | 4:2                             | Естонія          |
| -------------------------------------------------------- | ------------------------------- | ---------------- |
| - Лисакович 45' (пен.), 83' - Кендиш 64' - Савицький 81' | Протокол (ФІФА) Протокол (УЄФА) | - Аніер 31', 55' |

| Динамо, Мінськ Арбітр: Роб Геннессі (Ірландія) |

| 27 березня 2021 21:45 (20:45 CET) |

| Чехія        | 1:1                             | Бельгія      |
| ------------ | ------------------------------- | ------------ |
| - Провод 50' | Протокол (ФІФА) Протокол (УЄФА) | - Лукаку 60' |

| Еден Арена, Прага Арбітр: Вільям Коллам (Шотландія) |

| 30 березня 2021 21:45 (20:45 CEST) |

| Бельгія                                                                                 | 8:0                             | Білорусь |
| --------------------------------------------------------------------------------------- | ------------------------------- | -------- |
| - Батшуаї 14' - Ванакен 17', 89' - Троссар 38', 74' - Доку 42' - Прат 49' - Бентеке 70' | Протокол (ФІФА) Протокол (УЄФА) |          |

| Ден Дреф, Левен Арбітр: Донатас Румшас (Литва) |

| 30 березня 2021 21:45 (19:45 BST) |

| Уельс        | 1:0                             | Чехія |
| ------------ | ------------------------------- | ----- |
| - Джеймс 82' | Протокол (ФІФА) Протокол (УЄФА) |       |

| Кардіфф Сіті Стедіум, Кардіфф Арбітр: Овідіу Гацеган (Румунія) |

| 2 вересня 2021 21:45 |

| Естонія               | 2:5                             | Бельгія                                                   |
| --------------------- | ------------------------------- | --------------------------------------------------------- |
| - Кяйт 2' - Сорга 83' | Протокол (ФІФА) Протокол (УЄФА) | - Ванакен 22' - Лукаку 29', 52' - Вітсель 65' - Фокет 76' |

| А. Ле Кок Арена, Таллінн Арбітр: Гільєрмо Квадра Фернандес (Іспанія) |

| 2 вересня 2021 21:45 (20:45 CEST) |

| Чехія       | 1:0                             | Білорусь |
| ----------- | ------------------------------- | -------- |
| - Барак 34' | Протокол (ФІФА) Протокол (УЄФА) |          |

| Міський, Острава Арбітр: Срджан Йованович (Сербія) |

| 5 вересня 2021 16:00 |

| Білорусь                            | 2:3                             | Уельс                               |
| ----------------------------------- | ------------------------------- | ----------------------------------- |
| - Лисакович 29' (пен.) - Седько 31' | Протокол (ФІФА) Протокол (УЄФА) | - Бейл 6' (пен.), 69' (пен.), 90+3' |

| Центральний, Казань Арбітр: Гіоргі Круашвілі (Грузія) |

| 5 вересня 2021 21:45 (20:45 CEST) |

| Бельгія                                    | 3:0                             | Чехія |
| ------------------------------------------ | ------------------------------- | ----- |
| - Лукаку 8' - Е. Азар 41' - Салемакерс 65' | Протокол (ФІФА) Протокол (УЄФА) |       |

| Стадіон імені короля Бодуена, Брюссель Арбітр: Майкл Олівер (Англія) |

| 8 вересня 2021 21:45 |

| Білорусь | 0:1                             | Бельгія    |
| -------- | ------------------------------- | ---------- |
|          | Протокол (ФІФА) Протокол (УЄФА) | - Прат 33' |

| Центральний, Казань Арбітр: Павел Рачковський (Польща) |

| 8 вересня 2021 21:45 (19:45 BST) |

| Уельс | 0:0                             | Естонія |
| ----- | ------------------------------- | ------- |
|       | Протокол (ФІФА) Протокол (УЄФА) |         |

| Кардіфф Сіті Стедіум, Кардіфф Арбітр: Рудді Буке (Франція) |

| 8 жовтня 2021 21:45 |

| Естонія                    | 2:0                             | Білорусь |
| -------------------------- | ------------------------------- | -------- |
| - Сорга 58' - Зеньов 90+3' | Протокол (ФІФА) Протокол (УЄФА) |          |

| А. Ле Кок Арена, Таллінн Арбітр: Мохаммед Аль-Хакім (Швеція) |

| 8 жовтня 2021 21:45 (20:45 CEST) |

| Чехія                       | 2:2                             | Уельс                    |
| --------------------------- | ------------------------------- | ------------------------ |
| - Пешек 38' - Ворд 49' (аг) | Протокол (ФІФА) Протокол (УЄФА) | - Ремзі 36' - Джеймс 69' |

| Сінобо, Прага Арбітр: Деніц Айтекін (Німеччина) |

| 11 жовтня 2021 21:45 |

| Естонія | 0:1                             | Уельс     |
| ------- | ------------------------------- | --------- |
|         | Протокол (ФІФА) Протокол (УЄФА) | - Мур 12' |

| А. Ле Кок Арена, Таллінн Арбітр: Сандро Шерер (Швейцарія) |

| 11 жовтня 2021 21:45 |

| Білорусь | 0:2                             | Чехія                  |
| -------- | ------------------------------- | ---------------------- |
|          | Протокол (ФІФА) Протокол (УЄФА) | - Шик 22' - Гложек 65' |

| Центральний, Казань Арбітр: Франсуа Летексьє (Франція) |

| 13 листопада 2021 21:45 (20:45 CET) |

| Бельгія                                    | 3:1                             | Естонія     |
| ------------------------------------------ | ------------------------------- | ----------- |
| - Бентеке 11' - Карраско 53' - Т. Азар 74' | Протокол (ФІФА) Протокол (УЄФА) | - Сорга 70' |

| Стадіон імені короля Бодуена, Брюссель Арбітр: Халіл Умут Мелер (Туреччина) |

| 13 листопада 2021 21:45 (19:45 GMT) |

| Уельс                                                                    | 5:1                             | Білорусь       |
| ------------------------------------------------------------------------ | ------------------------------- | -------------- |
| - Ремзі 3', 50' (пен.) - Н. Вільямс 20' - Б. Дейвіс 77' - К. Робертс 89' | Протокол (ФІФА) Протокол (УЄФА) | - Концевой 87' |

| Кардіфф Сіті Стедіум, Кардіфф Арбітр: Мауріціо Маріані (Італія) |

| 16 листопада 2021 21:45 (20:45 CET) |

| Чехія                      | 2:0                             | Естонія |
| -------------------------- | ------------------------------- | ------- |
| - Брабець 59' - Сикора 85' | Протокол (ФІФА) Протокол (УЄФА) |         |

| Дженералі Арена, Прага Арбітр: Орел Грінфельд (Ізраїль) |

| 16 листопада 2021 21:45 (19:45 GMT) |

| Уельс     | 1:1                             | Бельгія         |
| --------- | ------------------------------- | --------------- |
| - Мур 32' | Протокол (ФІФА) Протокол (УЄФА) | - Де Брейне 12' |

| Кардіфф Сіті Стедіум, Кардіфф Арбітр: Артур Соареш Діаш (Португалія) |

## Дисциплінарні покарання
Гравець автоматично пропускає наступний матч за наступні дисциплінарні порушення:
- Червона картка (відсторонення за червону картку може бути збільшене за серйозні порушення)
- 2 жовті картки у двох різних матчах (відсторонення за червону також поширюється і на плей-оф, але не на фінальний турнір чи і подальші міжнародні матчі)

Гравці відбули (чи відбудуть) наступні дисциплінарні покарання:
| Команда  | Гравець            | Порушення                                                   | Відсторонено на матч(і)                                    |
| -------- | ------------------ | ----------------------------------------------------------- | ---------------------------------------------------------- |
| Бельгія  | Ян Вертонген       | пр. Чехії (27 березня 2021) пр. Чехії (5 вересня 2021)      | пр. Білорусі (8 вересня 2021)                              |
| Бельгія  | Ромелу Лукаку      | пр. Естонії (2 вересня 2021) пр. Чехії (5 вересня 2021)     | пр. Білорусі (8 вересня 2021)                              |
| Білорусь | Макс Ебонг         | пр. Чехії (2 вересня 2021) пр. Бельгії (8 вересня 2021)     | пр. Естонії (8 жовтня 2021)                                |
| Білорусь | Артем Биков        | пр. Уельсу (5 вересня 2021) пр. Чехії (11 жовтня 2021)      | пр. Уельсу (13 листопада 2021)                             |
| Естонія  | Карл Рудольф Ийгус | пр. Білорусі (27 березня 2021)                              | пр. Бельгії (2 вересня 2021)                               |
| Естонія  | Генрі Аніер        | пр. Білорусі (27 березня 2021) пр. Білорусі (8 жовтня 2021) | пр. Уельсу (11 жовтня 2021)                                |
| Естонія  | Владислав Крейда   | пр. Уельсу (8 вересня 2021) пр. Білорусі (8 жовтня 2021)    | пр. Уельсу (11 жовтня 2021)                                |
| Естонія  | Мартен Кууск       | пр. Білорусі (27 березня 2021) пр. Уельсу (11 жовтня 2021)  | пр. Бельгії (13 листопада 2021)                            |
| Уельс    | Коннор Робертс     | пр. Чехії (30 березня 2021)                                 | пр. Білорусі (5 вересня 2021)                              |
| Уельс    | Гаррі Вілсон       | пр. Данії на Євро 2020 (26 червня 2021)                     | пр. Білорусі (5 вересня 2021)                              |
| Уельс    | Кіффер Мур         | пр. Чехії (8 жовтня 2021) пр. Естонії (11 листопада 2021)   | пр. Білорусі (13 листопада 2021)                           |
| Уельс    | Ітан Ампаду        | пр. Чехії (8 жовтня 2021) пр. Білорусі (13 листопада 2021)  | пр. Бельгії (16 листопада 2021)                            |
| Чехія    | Патрік Шик         | пр. Уельсу (30 березня 2021)                                | пр. Білорусі (2 вересня 2021) пр. Бельгії (5 вересня 2021) |
| Чехія    | Антонін Барак      | пр. Бельгії (5 вересня 2021) пр. Уельсу (8 жовтня 2021)     | пр. Білорусі (11 жовтня 2021)                              |

## Позначки
1. ↑  EET (UTC+2) для матчів у березні та листопаді 2021, та EEST (UTC+3) для решти матчів.
2. ↑  Матч Естонія ‒ Чехія мав відбутися на стадіоні А. Ле Кок Арена у Таллінні, але було перенесено на стадіон Арена Люблін у Любліні (Польща) через посилення карантинних обмежень у Естонії.[4][5]